# Family Affair (canção de Sly & the Family Stone)
"Family Affair" é um canção de 1971 da banda Sly & the Family Stone. Esteve presente na lista das 500 melhores canções de todos os tempos da revista Rolling Stone.